# Historia reprezentacji Polski w piłce siatkowej mężczyzn

## Geneza
Piłka siatkowa w Polsce pojawiła się na początku XX wieku. Początkowo miała charakter wyłącznie amatorski. Za początek piłki siatkowej w Polsce w zorganizowanej formie uznaje się rok 1926 i powstanie Polskiego Związku Gier Sportowych, który po II wojnie światowej zmienił nazwę na Polski Związek Koszykówki, Siatkówki i Szczypiorniaka (PZKSS).
PZKSS wziął czynny udział w tworzeniu struktur Międzynarodowej Federacji Piłki Siatkowej (FIVB) powstałej w 1947 roku, dzięki czemu jej wiceprezesem został Zygmunt Nowak.
Po wstąpieniu PZKSS do FIVB pojawił się pomysł stworzenia reprezentacji narodowej.

## Lata 1948-1949 – Romuald Wirszyłło
Reprezentacja po raz pierwszy zebrała się w lutym 1948 roku, a rolę trenera pełnił Romuald Wirszyłło. W tym samym miesiącu zadebiutowała na arenie międzynarodowej. 28 lutego 1948 roku w swoim pierwszym spotkaniu rozgrywanym w Warszawie w hali YMCA uległa Czechosłowacji 2:3 (15:17, 15:11, 15:13, 4:15, 12:15).
W tym samym roku zorganizowane zostały w Rzymie I Mistrzostwa Europy, w których udział brać mogły wszystkie zgłoszone zespoły. Reprezentacja Polski jednak w nich nie wystartowała, ponieważ ówczesne władze zabroniły zawodnikom wyjechać do Europy Zachodniej.
Tuż przed mistrzostwami Europy odbyły się w Sofii Igrzyska Bałkańskie – pierwszy międzynarodowy turniej, w którym występowała reprezentacja Polski. Rozegrała w nim 6 spotkań, przegrywając z reprezentacjami Czechosłowacji, Rumunii i Jugosławii, wygrywając natomiast z reprezentacjami Bułgarii, Węgier oraz Triestu, ostatecznie zajmując 4. miejsce.
W 1949 roku nowym trenerem został Zygmunt Kraus.

## Lata 1949-1952 – Zygmunt Kraus
W 1949 roku reprezentacja Polski zadebiutowała w mistrzostwach świata odbywających się w Pradze. Znalazła się w grupie C razem z mistrzami Europy – Czechosłowakami – oraz Holendrami. W pierwszym spotkaniu pewnie pokonała Holandię 3:0 (15:2, 15:7, 15:3), w drugim natomiast uległa Czechosłowacji 0:3 (5:15, 10:15, 5:15), uzyskując jednak awans do rundy finałowej. W rundzie finałowej uległa kolejno: Czechosłowacji, ZSRR, Rumunii oraz Bułgarii. Jedyne zwycięstwo odniosła nad reprezentacją Francji w ostatnim swoim spotkaniu, ostatecznie zajmując 5. miejsce.
W 1950 roku docelową imprezą były mistrzostwa Europy rozgrywane w ramach II Bałkaniady. W ramach przygotowań reprezentacja Polski rozegrała dwa mecze towarzyskie z Rumunią (3:0, 2:2) i wzięła udział w towarzyskim turnieju w Pradze, gdzie zmierzyła się z Rumunią (0:3), Czechosłowacją (1:3) oraz Chinami (3:0).
Pierwszy mecz II Mistrzostw Europy odbywających się w Sofii Polska rozegrała 15 października, ulegając Czechosłowacji 1:3. W kolejnych dniach przegrała z drużynami ZSRR (0:3), Bułgarii (0:3), Węgier (1:3) oraz Rumunii (1:3). Ostatecznie sklasyfikowana została na ostatniej szóstej pozycji, wygrywając w całym turnieju trzy sety.
W 1951 roku Polska wzięła udział w akademickich mistrzostwach świata w Berlinie. Pewnie pokonała drużyny azjatyckie, jednak musiała uznać wyższość większości reprezentacji z Europy Wschodniej.
Osoby zarządzające piłką siatkową w Polsce uznały po nieudanych mistrzostwach Europy oraz akademickich mistrzostwach świata, iż reprezentacja prezentuje zbyt niski poziom i postanowiły nie zgłaszać jej do III Mistrzostw Europy, które miały być rozegrane w Paryżu.

## Lata 1952-1953 – Wiesław Piotrowski
W 1952 roku po kolejnych porażkach z funkcji trenera zwolniony został Zygmunt Kraus, a na jego miejsce przyszedł Wiesław Piotrowski. Głównym zadaniem nowego szkoleniowca było przygotowanie zespołu do zbliżających się mistrzostw świata.
Reprezentacja Polski odbyła tournée po Niemieckiej Republice Demokratycznej, rozgrywając towarzyskie spotkania z miejscowymi drużynami:
- w Halle z Wissenschaft Halle,
- w Poczdamie z Lokomotivem Lichtenberg oraz zespołem Brandenburgii,
- w Berlinie dwumecz z NRD.

Wszystkie mecze zakończyły się zwycięstwem Polaków 3:0.
Mistrzostwa świata odbyły się w dniach 17-29 sierpnia 1952 roku. Polska znalazła się w grupie A razem z Bułgarią, Finlandią oraz Węgrami. W pierwszym spotkaniu polscy siatkarze pewnie pokonali Finlandię 3:0 (15:8, 15:5, 15:6), w drugim prowadzili 2:0 w setach z reprezentacją Węgier, jednak ostatecznie zeszli z parkietu pokonani. W meczu decydującym o awansie do finału A nie byli w stanie przeciwstawić się brązowym medalistom poprzednich mistrzostw – Bułgarom. W swojej grupie zajęli 3. miejsce i w dalszej części mistrzostw rywalizowali w finale B o miejsca 7-11.
W finale B polski zespół zmierzył się z Indiami, Izraelem, ponownie z Finlandią oraz Libanem. Bez większych problemów wygrał wszystkie spotkania 3:0, ostatecznie zajmując 7. miejsce.
Po mistrzostwach reprezentacja prowadzona przez Wiesława Piotrowskiego rozegrała jeszcze dwa mecze towarzyskie. 7 września uległa 0:3 Czechosłowacji, a 7 grudnia takim samym wynikiem zakończył się mecz przeciwko młodzieżowej drużynie Związku Radzieckiego.
W 1953 roku ze względu na słabe wyniki sportowe Główny Komitet Kultury Fizycznej nie wyraził zgody na rozgrywanie przez reprezentację meczów międzynarodowych. Ten czas poświęcono na szkolenie nowych zawodników. Na stanowisko trenera powrócił Zygmunt Kraus.

## Lata 1953-1954 – Zygmunt Kraus
Rok 1954 poświęcono na przygotowania do mistrzostw Europy. Reprezentacja Polski po raz kolejny wystartowała w akademickich mistrzostwach świata. Przed tym turniejem rozegrała trzy sparingi: z reprezentacją Francji (3:1), drużyną FSGT (Fédération sportive et gymnique du travail, 3:0) oraz zespołem Renault (3:1).
W akademickich mistrzostwach świata w Budapeszcie Polska ponownie nie potrafiła pokonać drużyn z czołówki światowej (poza Związkiem Radzieckim, który nie przyjechał pierwszym składem). Zwycięstwa nad Chinami, Iranem i ZSRR dały ostatecznie 6. miejsce.
We wrześniu 1954 roku reprezentacja Polski rozegrała serię spotkań z pierwszym i drugim zespołem Czechosłowacji. Po czterech kolejnych porażkach trenerem polskiej drużyny przestał być Zygmunt Kraus. Na jego miejsce powołano Leonarda Michniewskiego.

## Lata 1954-1956 – Leonard Michniewski
Pierwszym sprawdzianem dla nowego trenera był turniej towarzyski w Kijowie odbywający się w dniach 29-31 października 1954 roku. Polska rozegrała w nim trzy spotkania z republikami Związku Radzieckiego: Białorusią (3:0), Rosją (2:3) oraz Ukrainą (1:3).
W Mistrzostwach Europy 1955 Polska trafiła do grupy IV. W pierwszym meczu pokonała reprezentację Włoch 3:0 (15:7, 15:9, 15:9). W drugim spotkaniu, mając pewny awans do rundy finałowej, przegrała z Rumunią 2:3 (12:15, 11:15, 15:2, 15:8, 12:15).
Rundę finałową Polska rozpoczęła od porażki z Czechosłowacją 0:3 (7:15, 4:15, 5:15). W pozostałych spotkaniach uległa także Rumunii (1:3), Bułgarii (2:3) i ZSRR (0:3), natomiast odniosła zwycięstwa nad Węgrami, Francją i Jugosławią (wszystkie mecze 3:1). W klasyfikacji końcowej mistrzostw zajęła 6. miejsce.
Po mistrzostwach Europy odbyły się w Warszawie igrzyska młodzieży i studentów, w których wystąpiły wszystkie liczące się drużyny z Europy poza ZSRR. Polska poniosła porażkę jedynie z Czechosłowacją, zdobywając srebrny medal.
Rok 1956 rozpoczął się od słabego występu reprezentacji (grającej jako Warszawa) w turnieju stolic, gdzie przegrała wszystkie trzy spotkania (z Węgrami, Czechosłowacją i ZSRR). W wyniku tego postanowiono o zmianie trenera. Rolę selekcjonera przejął Jacek Busz.

## Lata 1956-1958 – Jacek Busz
W 1956 roku we Francji zorganizowano III Mistrzostwa Świata. Dla Polski rozpoczęły się one od zwycięstwa nad reprezentacją Kuby 3:0 (15:2, 15:1, 15:2), które dało awans do finału A. Po pierwszych czterech dniach rozgrywek finałowych po wygranych meczach z Rumunią (3:1), Chinami (3:0), Francją (3:0) oraz Węgrami (3:0) reprezentacja Polski zajmowała pozycję lidera. W dwóch kolejnych spotkaniach musiała uznać wyższość Czechosłowacji (0:3) i Bułgarii (1:3). Po pokonaniu Stanów Zjednoczonych 3:0 Polska odzyskała szanse medalowe, jednak w kolejnym spotkaniu nie sprostała ZSRR (1:3) i nawet pokonanie Jugosławii w ostatnim meczu nie dało miejsca na podium.
Reprezentacja Polski sklasyfikowana została na 4. miejscu tuż za strefą medalową.

## Lata 1958-1959 – Józef Śliwka
W 1957 roku w Moskwie odbyły się III Igrzyska Młodzieży i Studentów, na którym reprezentacja Polski zajęła 4. miejsce (za ZSRR, Czechosłowacją i Rumunią).
Przygotowania do mistrzostw Europy składały się z turniejów towarzyskich rozgrywanych w Ilmenau, Warszawie, Gandawie oraz Brukseli. Polska wygrała w nich osiem na dziewięć spotkań (uległa jedynie reprezentacji Czechosłowacji). Z roli szkoleniowca zrezygnował Jacek Busz, a kadrę po nim objął Józef Śliwka.
Polska mistrzostwa Europy odbywające się w Czechosłowacji zainaugurowała 30 sierpnia 1958 roku zwycięskim meczem z reprezentacją Finlandii (3:1). W pozostałych spotkaniach fazy eliminacyjnej pokonała Bułgarię (3:1), Danię oraz Egipt i z pierwszego miejsca w grupie awansowała do fazy finałowej.
W fazie finałowej reprezentacja Polski odniosła trzy zwycięstwa (nad Jugosławią, ZSRR i Francją) i cztery porażki (z Węgrami, Bułgarią, Czechosłowacją oraz Rumunią). Ostatecznie Polska zajęła 6. miejsce.

## Lata 1959-1964 – Gwidon Grochowski
W 1959 roku nowym szkoleniowcem został Gwidon Grochowski. Pierwszym turniejem międzynarodowym, w którym Grochowski poprowadził reprezentację, był Puchar Trzech Kontynentów rozgrywany w Paryżu. Polska uległa w nim Bułgarii, Czechosłowacji, Węgrom oraz ZSRR, a wygrała z Chinami, Brazylią, Francją oraz Rumunią.
W 1960 roku odbyły się IV Mistrzostwa Świata po raz pierwszy poza Europą. Polska znalazła się w grupie IV razem z Peru oraz Rumunią – srebrnym medalistą poprzednich mistrzostw. Pojedynek z drużyną południowoamerykańską zakończył się zwycięstwem 3:0 (15:3, 15:1, 15:5). W meczu z Rumunią natomiast Polsce udało się wygrać jednego seta. Z drugiego miejsca w grupie awansowała do turnieju finałowego.
Po raz pierwszy mecze z poprzedniej rundy pomiędzy drużynami, które awansowały, zostały wliczone do klasyfikacji rundy finałowej. Polska startowała więc z jedną porażką. W rundzie finałowej uległa jedynie późniejszym medalistom – Czechosłowacji oraz ZSRR. W pozostałych spotkaniach pokonała Węgrów (3:1), Japończyków (3:1), Brazylijczyków (3:2), Francuzów (3:0) oraz Amerykanów (3:1).
Na mistrzostwach reprezentacja Polski zajęła 4. miejsce, powtarzając wynik z poprzedniego turnieju.
W 1961 roku na kongresie Międzynarodowego Komitetu Olimpijskiego postanowiono o zorganizowaniu turnieju siatkarskiego na Letnich Igrzyskach Olimpijskich 1964. Z tego względu zmieniono kalendarz rozgrywek o randze mistrzowskiej. Po dwóch latach od poprzednich mistrzostw świata zorganizowano kolejne, natomiast mistrzostwa Europy przesunięto na rok 1963. Ustalono również, że obie imprezy odbywać się będą co cztery lata.
W 1961 roku polscy siatkarze rozgrywali jedynie spotkania towarzyskie i wzięli udział w turnieju towarzyskim w Pradze, gdzie wygrali cztery z pięciu spotkań. Pokonali m.in. wicemistrzów świata – Czechosłowaków, a z mistrzami świata – ZSRR – przegrali po pięciu setach.
Mistrzostwa Świata 1962 rozgrywane były w Związku Radzieckim. Polacy turniej rozpoczęli od zwycięstw nad NRD i Albanią i przegranej z Japonią. W grupie eliminacyjnej zajęli 2. miejsce i awansowali do rundy finałowej.
Pierwszy mecz rundy finałowej reprezentacja Polski rozegrała z Jugosławią, pewnie wygrywając 3:0. W kolejnych spotkaniach jednak odniosła porażki z Rumunią (0:3), Czechosłowacją (2:3) i Węgrami (1:3), tracąc szanse medalowe. Zwycięskie pojedynki z Chinami i Brazylią (oba 3:0) i dwa wyrównane mecze z Bułgarią i ZSRR (oba 2:3) dały Polakom w klasyfikacji końcowej szóstą pozycję.
Ostatnią szansę dla Polski, aby zdobyć kwalifikację olimpijską, stanowiły odbywające się w 1963 roku w Rumunii Mistrzostwa Europy. Udział w igrzyskach zapewniony już mieli medaliści Mistrzostw Świata 1962.
Polska znalazła się w grupie II, gdzie pokonała Holandię i Finlandię 3:0. W trzech setach przegrała natomiast z gospodarzami. W pierwszym spotkaniu fazy finałowej uległa Bułgarii (1:3). Dalej wygrała z wicemistrzami świata – Czechosłowakami (3:2), Jugosłowianami (3:1) oraz Francuzami (3:1). Porażki ze Związkiem Radzieckim (2:3) i Węgrami (0:3) zadecydowały o tym, iż Polska zajęła trzeci raz z rzędu 6. miejsce i nie zakwalifikowała się do igrzysk olimpijskich.

## Lata 1964-1966 – Zygmunt Kraus

### 1965 – srebrny medal w Pucharze Świata
Po nieuzyskaniu kwalifikacji na igrzyska olimpijskie trenerem reprezentacji przestał być Gwidon Grochowski. Prowadzenia kadry po raz trzeci podjął się Zygmunt Kraus. W roku olimpijskim Polska rozegrała jedynie serię spotkań towarzyskich.
W 1964 roku po raz pierwszy zorganizowano Puchar Świata. Gospodarzem była Polska, a mecze rozgrywano w Warszawie i Łodzi.
Reprezentacja Polski przed Pucharem Świata brała udział w trzech turniejach towarzyskich (w Stambule, Suboticy i Lipsku), gdzie rywalizowała m.in. z Bułgarią (3:0), Węgrami (3:0) i Rumunią (1:3).
Polska zadebiutowała w Pucharze Świata 12 września meczem ze Związkiem Radzieckim, który zakończył się zwycięstwem gości 3:2. Była to jedyna porażka polskiego zespołu. W kolejnych dniach Polacy pokonali Francję (3:0), Węgry (3:0), Japonię (3:2), NRD (3:1), Czechosłowację (3:2) oraz Rumunię (3:1), zdobywając srebrny medal turnieju – pierwszy medal na międzynarodowej imprezie organizowanej przez FIVB.

## Lata 1966-1973 – Tadeusz Szlagor

### 1966 – 6. miejsce w mistrzostwach świata
W 1966 roku trenerem reprezentacji Polski został Tadeusz Szlagor.
W okresie przygotowawczym do mistrzostw świata Polska rozegrała siedem meczów towarzyskich, z czego trzy wygrała.
Mistrzostwa świata rozgrywane były w dniach od 30 sierpnia do 11 września w Czechosłowacji. W grupie eliminacyjnej reprezentacja Polski zwyciężyła we wszystkich spotkaniach, pokonując Rumunię (3:2), Holandię (3:1), Mongolię (3:0) i Turcję (3:0).
Pierwszym przeciwnikiem w rundzie finałowej była Bułgaria, z którą Polska w okresie przygotowawczym przegrała dwa spotkania. Pierwsze dwa sety pewnie wygrali Polacy, jednak w trzech kolejnych lepsi okazali się Bułgarzy. W kolejnych starciach lepsze od Polski okazały się drużyny NRD i Związku Radzieckiego, Polska natomiast pokonała Japonię i Jugosławię. Dało to jej 6. miejsce w klasyfikacji końcowej.

### 1967 – brązowy medal mistrzostw Europy
Mistrzostwa Europy po raz drugi stanowiły turniej kwalifikacyjny do igrzysk olimpijskich, z tego względu trener Szlagor postanowił odbyć wiele sparingów. We wrześniu reprezentacja wzięła udział w dwóch turniejach (w Budapeszcie i Klużu), w których grały najlepsze drużyny świata. W Budapeszcie Polska zmierzyła się z Czechosłowacją (0:3), Węgrami (3:1) oraz Bułgarią (3:2). W Klużu natomiast zagrała z ZSRR (2:3), NRD (3:0), Japonią (3:1) i Rumunią (1:3). W październiku przed rozpoczęciem mistrzostw rozegrała serię trzech meczów towarzyskich z Japonią, wygrywając jedno spotkanie 3:1 i przegrywając dwa 2:3 i 0:3.
Mistrzostwa Europy rozpoczęły się 26 października. Polska znalazła się w grupie D razem z Albanią, Bułgarią, RFN i Rumunią – obrońcą tytułu. Pięciosetowe spotkanie z Bułgarią zakończyło się zwycięstwem Polaków. W dwóch kolejnych meczach – z Albanią i RFN – Polska nie straciła seta. Mecz z Rumunią decydował o tym, która z drużyn zajmie 1. miejsce w grupie. Lepszą drużyną okazała się reprezentacja Polski, która z kompletem zwycięstw awansowała do finału A.
W rundzie finałowej Polacy pokonali Węgrów, Włochów i Jugosławian, ulegli natomiast ZSRR (1:3) i Czechosłowacji (2:3). Ostatnie spotkanie decydowało o tym, kto zajmie 3. miejsce. Mecz zakończył się zwycięstwem NRD 1:3. Obie drużyny miały tyle samo punktów, jednak Polacy stracili jednego seta mniej i to oni zdobyli brązowy medal, pierwszy medal w polskiej męskiej siatkówce na imprezie rangi mistrzowskiej. Wywalczyli w ten sposób awans na igrzyska, ponieważ złoty medal zdobyła reprezentacja ZSRR, a srebrny – reprezentacja Czechosłowacji, które miały już zapewniony udział w igrzyskach jako medaliści mistrzostw świata.
Do najlepszej szóstki mistrzostw Europy wybrany został Zdzisław Ambroziak.

### Igrzyska Olimpijskie 1968
Na pierwszy, historyczny występ w igrzyskach olimpijskich Tadeusz Szlagor zabrał jedenastu medalistów mistrzostw Europy z 1967 roku. Miejsca w kadrze nie znalazł jedynie Ryszard Sierszulski, którego miejsce zajął Zbigniew Zarzycki. Pierwszym turniejem w okresie przygotowawczym był rozgrywany w kwietniu turniej stolic, gdzie reprezentacja występowała jako Warszawa. Znaczącym wynikiem było pokonanie pierwszej i drugiej drużyny Czechosłowacji 3:1. W pozostałych meczach Polska uległa Węgrom (2:3) i zawodnikom z NRD (1:3). W kwietniu Polacy wystąpili także w turnieju w Ostendzie, który kończył pierwszy etap przygotowań. Zanotowali tam dwa zwycięstwa (nad Węgrami i Jugosławią) i jedną przegraną (z Rumunią). W sierpniu odbyły się dwa turnieje towarzyskie. W Braszowie reprezentacja Polski niespodziewanie uległa drugiej drużynie Rumunii, natomiast w Magdeburgu pokonała złotych medalistów mistrzostw Europy – ZSRR.
W turnieju siatkarskim na igrzyskach wystartowało 10 reprezentacji, które rozegrały ze sobą po jednym spotkaniu. Debiutancki mecz Polaków na igrzyskach odbył się w Gimnasio Olímpico w Meksyku i był jednocześnie pierwszym pojedynkiem turnieju. Polacy nie byli w stanie zatrzymać Japończyków, z którymi przegrali 0:3. W drugiej serii spotkań po czterosetowej walce Polska pokonała Meksyk, a następnie Belgię 3:0. Czwarty mecz zakończył się wygraną ZSRR, z którym Polska nie ugrała ani jednej partii. W kolejnych dniach reprezentacja Polski odniosła serię zwycięstw: najpierw nad Stanami Zjednoczonymi (3:0), następnie nad Brazylią (3:0), Bułgarią (3:0) i Czechosłowacją (3:1). W ostatnim pojedynku w turnieju Polska walczyła z NRD o 4. miejsce. Mecz zakończył się zwycięstwem Niemców, a Polacy ostatecznie zajęli 5. pozycję.

### Lata 1969-1972
W 1969 roku odbył się II Puchar Świata w Niemieckiej Republice Demokratycznej. W kadrze Polski zaszły znaczące zmiany. Pojawili się nowi zawodnicy: Wiesław Gawłowski, Bronisław Bebel, Marek Karbarz, Wiesław Radomski, Jan Rogowicz i Ryszard Bosek.
Trzy pierwsze spotkania w Pucharze Świata Polska rozgrywała w Lipsku, gdzie zmierzyła się z Brazylią (2:3), Japonią (1:3) i Kubą (3:0). Dwie porażki spowodowały, że Polacy nie awansowali do rundy finałowej, lecz rywalizowali w Schwerin o niższe miejsca. Po zwycięstwach nad Tunezją (3:0), młodzieżową drużyną NRD (3:1) i RFN (3:0) oraz po przegranej z Rumunią (0:3) Polacy wywalczyli ostatecznie 8. miejsce.
W ramach przygotowań do mistrzostw świata 1970 reprezentacja Polski wyjechała do Japonii, gdzie rozegrała osiem spotkań towarzyskich z pierwszą drużyną i zespołem akademickim Japonii, wszystkie przegrywając. Występowała również w turniejach w Rydze i Timișoarze, w których rywalizowała m.in. z ZSRR (1:3), Rumunią (3:2, 2:3) i NRD (0:3). Na tydzień przed mistrzostwami Polska zmierzyła się jeszcze w dwóch sparingach z Brazylią, oba wygrywając 3:0.
VII Mistrzostwa Świata rozgrywane były w Bułgarii od 29 września do 11 października 1970 roku. Polska znalazła się w grupie C razem z Brazylią, Czechosłowacją, Finlandią, Stanami Zjednoczonymi i Węgrami. W grupie zajęła 2. miejsce, wygrywając z Finami (3:1), Brazylijczykami (3:1), Amerykanami (3:1), ulegając w pięciosetowym pojedynku Czechosłowacji. Przed meczem z Czechosłowacją w organizmie Zdzisława Ambroziaka wykryto środki dopingujące, przez co Polska pozbawiona została jednego z podstawowych zawodników.
Reprezentacja Polski awansowała do rundy finałowej z jedną porażką. W finale A nie była w stanie pokonać NRD (0:3), Bułgarii (1:3) i Japonii (0:3). Zwycięstwa odniosła natomiast nad Belgią (3:1), ZSRR (3:1) i Rumunią (3:2). Dało to jej ostatecznie 5. miejsce w mistrzostwach.
W 1971 roku główną imprezą sezonu były mistrzostwa Europy. Stanowiły one jednocześnie drugą szansę na uzyskanie kwalifikacji olimpijskiej. Polska trafiła do grupy C, z której wyszła bez porażki, wygrywając kolejno z Danią (3:0), Holandią (3:0) i Francją (3:1). Rundę finałową rozpoczęła od meczu z reprezentacją Rumunii, z którą po trzech setach prowadziła 2:1, jednak cały mecz przegrała 2:3. W kolejnym spotkaniu Polska zmierzyła się z mistrzami świata – NRD – ulegając w trzech setach. W dwóch następnych pojedynkach nie była w stanie wygrać z ZSRR (1:3) i Węgrami (0:3). W klasyfikacji końcowej mistrzostw zajęła 6. miejsce.
O kwalifikację olimpijską Polacy walczyli w turnieju w Montpellier. Na turniej nie powołany został Hubert Wagner, który postanowił zakończyć reprezentacyjną karierę. Pierwszy mecz Polacy rozegrali z reprezentacją Stanów Zjednoczonych, która prowadziła akcję „Operacja medal 1972”. Po pięciosetowym spotkaniu zakończonym skutecznym blokiem Zdzisława Ambroziaka Polska odniosła zwycięstwo. W kolejnych pojedynkach nie straciła już seta, wygrywając kolejno z Urugwajem, Holandią, Rumunią i Francją, pieczętując awans na igrzyska.

### Igrzyska Olimpijskie 1972
Dwa tygodnie po zakończeniu kwalifikacji w Monachium rozpoczął się turniej olimpijski. Na igrzyska pojechała cała dwunastka grająca w Montpellier. Reprezentacja Polski rywalizowała w grupie A razem z medalistami poprzednich igrzysk ZSRR i Czechosłowacją, wicemistrzami świata Bułgarią oraz Koreą Południową i Tunezją. W pierwszym spotkaniu z Czechosłowakami Polacy prowadzili równorzędną walkę w dwóch pierwszych setach, przegrywając je do 13 i 14; w trzeciej partii natomiast zdobyli 8 punktów, a cały mecz zakończył się zwycięstwem Czechosłowacji 3:0. Drugi pojedynek z Tunezją zakończył się pewnym zwycięstwem Polaków 3:0, jednak w kolejnym spotkaniu nie byli w stanie pokonać zawodników z Korei Południowej (1:3). Dwa ostatnie mecze z Bułgarią i ZSRR reprezentacja Polski przegrała po pięciosetowych pojedynkach, zajmując 5. miejsce w swojej grupie. W meczu o 9. miejsce pokonała Kubę 3:0.
Po rozczarowującym występie w igrzyskach olimpijskich trenerem kadry przestał być Tadeusz Szlagor, a jego następcą został 32-letni Hubert Jerzy Wagner, do niedawna kapitan zespołu.

## Lata 1973-1976 – Hubert Jerzy Wagner

### 1974 – złoty medal mistrzostw świata
Hubert Wagner do kadry powołał większość zawodników grających w zespole Tadeusza Szlagora. Z występów w reprezentacji zrezygnowali jednak Zdzisław Ambroziak, Stanisław Iwaniak i Alojzy Świderek, powrócili natomiast Zbigniew Jasiukiewicz i Aleksander Skiba. Nowym zawodnikiem był Tomasz Wójtowicz.
W 1973 roku reprezentacja Polski wystartowała w odbywającej się w Libercu Spartakiadzie Armii Zaprzyjaźnionych, gdzie mierzyła się z zespołami tzw. bloku wschodniego. Zajęła na niej 2. miejsce (za Czechosłowacją), wyprzedzając m.in. ZSRR.
W tym samym roku miał się odbyć III Puchar Świata, jednak FIVB zrezygnowała z tej imprezy. W jej miejsce w Bratysławie zorganizowano nieformalny turniej nazwany Pucharem Przyjaźni, w którym Polacy zdobyli srebrny medal, przegrywając jedynie dwukrotnie z ZSRR.
Docelową imprezą 1974 roku były mistrzostwa świata w Meksyku. W trakcie okresu przygotowawczego drużyna Wagnera brała udział w szeregu turniejów towarzyskich. W czerwcu wystąpiła w turnieju w holenderskim Coevorden, gdzie rywalizowała z zespołem gospodarzy (3:0), Włochami (3:0) oraz dwukrotnie z Francją (3:1, 3:0). Na przełomie czerwca i lipca wyjechała do Japonii do Tokio, gdzie grała z reprezentacjami Czechosłowacji (3:2), Japonii (3:1), Stanów Zjednoczonych (3:1) oraz Związku Radzieckiego (3:0, 3:2). W lipcu turniej towarzyski w Sosnowcu zorganizowała Polska. Wzięły w nim udział zespoły Czechosłowacji, Holandii, Stanów Zjednoczonych i ZSRR. Polska uległa jedynie Związkowi Radzieckiemu 3:2. Tuż przed samymi mistrzostwami Polacy rozegrali trzy sparingi z Francuzami, dwukrotnie wygrywając 3:0, a w jednym meczu 3:1.
Z szerokiego składu kadry na mistrzostwa nie pojechali Bronisław Bebel, Zbigniew Jasiukiewicz, Zbigniew Lubiejewski, Henryk Siennicki i Jan Such. Miejsce w składzie znaleźli natomiast Ryszard Bosek, Wiesław Czaja, Wiesław Gawłowski, Stanisław Gościniak, Marek Karbarz, Mirosław Rybaczewski, Włodzimierz Sadalski, Aleksander Skiba, Edward Skorek, Włodzimierz Stefański, Tomasz Wójtowicz i Zbigniew Zarzycki.
Mistrzostwa świata składały się z trzech etapów. Mecze z poszczególnych rund nie były wliczane do kolejnych. W pierwszej rundzie Polacy trafili na Egipt, Stany Zjednoczone i ZSRR. Wygrali wszystkie trzy spotkania kolejno 3:0, 3:1 i 3:2 i z pierwszego miejsca w grupie awansowali do następnej fazy. Tam w grupie znaleźli się razem z Belgią, Meksykiem i NRD. Spotkania z Belgami i Niemcami zakończyły się wynikiem 3:0, natomiast mecz z Meksykiem 3:1. W trzeciej rundzie grały drużyny, które w swoich grupach zajęły miejsca 1-2. Polacy fazę finałową rozpoczęli od rywalizacji ze Związkiem Radzieckim. Hubert Wagner wystawił tę samą szóstkę co w pierwszym meczu przeciwko tej drużynie, tj. Gościniak, Stefański, Sadalski, Rybaczewski, Zarzycki i Czaja. Mecz zakończył się rezultatem 3:2 dla Polski. Dwa kolejne pojedynki z Czechosłowacją i ponownie z NRD Polska wygrywa również po pięciu setach, a w przedostatnim spotkaniu nie oddaje nawet seta Rumunii. 28 października reprezentacja Polski na ostatni i decydujący o mistrzostwie mecz wychodzi w składzie: Gościniak, Skorek, Skiba, Gawłowski, Bosek i Wójtowicz. Pierwszą partię wygrywa Japonia, jednak z trzech kolejnych zwycięzcy wychodzą Polacy, którzy w czwartym secie, prowadząc 14:5, doprowadzają do wyniku 15:15 i wygrywają dopiero na przewagi 17:15. Zdobywają w ten sposób pierwszy złoty medal turnieju mistrzowskiego. Najlepszym zawodnikiem turnieju wybrany został Stanisław Gościniak.

### 1975 – srebrny medal mistrzostw Europy
W 1975 roku reprezentacja Polski przygotowywała się do mistrzostw Europy. Trener Wagner nie powołał Edwarda Skorka, Zbigniewa Zarzyckiego, Aleksandra Skiby, Stanisława Gościniaka i Marka Karbarza, aby dać im czas do odpoczynku. W kadrze natomiast pojawili się nowi zawodnicy, tj. Lech Łasko i Władysław Kustra.
Mistrzostwa Europy odbyły się w październiku w Jugosławii. Polacy w fazie kwalifikacyjnej mierzyli się z Węgrami, Włochami i drużyną gospodarzy. We wszystkich spotkaniach nie straciła ani jednego seta, awansując do fazy finałowej bez porażki. W pierwszym meczu fazy finałowej przeciwnikiem reprezentacji Polski był Związek Radziecki, który wygrał bez straty seta. Kolejne pojedynki jednak z Bułgarią i Rumunią zakończyły się zwycięstwem Polski. W ostatnim spotkaniu Polacy ulegli Rumunii 2:3 i w klasyfikacji końcowej zajęli 2. miejsce, mając tyle samo punktów co Jugosławia, ale lepszy stosunek setów. Tym samym zdobyli srebrny medal mistrzostw.

### 1976 – złoty medal igrzysk olimpijskich
Złoty medal mistrzostw świata oznaczał jednocześnie uzyskanie kwalifikacji na igrzyska olimpijskie. Drużyna Wagnera nie musiała więc brać udziału w turniejach eliminacyjnych. W kadrze nie znaleźli się Stanisław Gościniak, który nie pogodził się z rolą drugiego rozgrywającego, i Wiesław Czaja – zdyskwalifikowany na dwa lata, ponieważ nie chciał przejść z klubu AZS Częstochowa do Hutnika Kraków. Do reprezentacji powrócili Bronisław Bebel i Stanisław Iwaniak.
W trakcie okresu przygotowawczego reprezentacja Polski wystąpiła w turniejach w Bratysławie, Moskwie i Olsztynie. Rozegrała też serię spotkań towarzyskich. W kwietniowym turnieju w Bratysławie Polacy zanotowali trzy porażki (z NRD, drugim zespołem ZSRR i Czechosłowacją) i dwa zwycięstwa (z drugim zespołem Czechosłowacji i Kubą). W Moskwie ulegli jedynie ZSRR 1:3, pokonując Węgrów, Stany Zjednoczone i Czechosłowację. Ostatnie dwa spotkania przed igrzyskami rozegrali w Olsztynie, gdzie zmierzyli się z Holandią (3:0) i Czechosłowacją (3:1).
Trener Wagner z szerokiego składu zrezygnował z Wojciecha Baranowicza, Stanisława Iwaniaka i Aleksandra Skiby, na igrzyska pojechali więc: Bronisław Bebel, Ryszard Bosek, Wiesław Gawłowski, Marek Karbarz, Zbigniew Lubiejewski, Lech Łasko, Mirosław Rybaczewski, Włodzimierz Sadalski, Edward Skorek, Włodzimierz Stefański, Tomasz Wójtowicz i Zbigniew Zarzycki.
W turnieju olimpijskim w Montrealu wystąpiło 10 zespołów. W grupie A, w której znalazła się Polska, rywalizowały również Czechosłowacja, Kanada, Korea Południowa i Kuba. Do półfinałów awansowały dwie najlepsze drużyny. Pierwszy mecz reprezentacja Polski rozegrała 18 lipca z Koreą Południową. Dwie pierwsze partie przegrała do 12 i 6, jednak w trzech kolejnych okazała się lepsza. Drugiego dnia w trzech setach pokonała gospodarzy. Trzecie spotkanie z reprezentacją Kuby rozpoczęło się dla Polaków od dwóch przegranych setów. Polscy zawodnicy do 6 i 9 wygrali jednak trzecią i czwartą partię. O zwycięstwie decydował piąty set zakończony po 47 minutach wynikiem 20:18 dla Polaków. Polska pomimo braku porażki, aby awansować do półfinału, musiała pokonać w ostatnim spotkaniu Czechosłowację, ponieważ miała gorszy od niej stosunek setów i od prowadzących w grupie Kubańczyków. Polacy ten mecz wygrali 3:1, oddając jedynie pierwszego seta.
W meczu półfinałowym reprezentacja Polski zmierzyła się z obrońcą tytułu – Japonią. Trener Wagner wystawił Gawłowskiego, Skorka, Wójtowicza, Rybaczewskiego, Stefańskiego i Boska. Na zmianę wchodzili natomiast Zarzycki, Karbarz i Lubiejewski. Polacy po raz trzeci wygrali w pięciosetowym meczu. 31 lipca w finale zagrała z ZSRR, który w całym turnieju nie przegrał ani jednego seta. Na finał wyszła ta sama szóstka co w półfinale. Po przegraniu pierwszego seta Wagner wprowadził Karbarza za Rybaczewskiego. W drugim secie zwyciężają Polacy, w trzecim – ZSRR. W czwartej partii drużyna Związku Radzieckiego miała dwie piłki meczowe, Polacy je wybronili i ostatecznie wygrali 19:17. W ostatnim secie Polacy od stanu 7:7 nie stracili już punktu, zdobywając złoto igrzysk olimpijskich – trzeci medal imprezy mistrzowskiej pod wodzą Huberta Jerzego Wagnera.

## Lata 1976-1978 – Jerzy Welcz
Po igrzyskach olimpijskich z pracy z reprezentacją zrezygnował Hubert Jerzy Wagner, a nowym trenerem został dotychczasowy asystent Jerzy Welcz. W trakcie igrzysk odbył się kongres FIVB, w trakcie którego podjęto decyzję o zmianie cyklu rozgrywania imprez międzynarodowych. Zdecydowano, iż mistrzostwa kontynentalne odbywać się będą co dwa lata w latach nieparzystych. Z tego względu w 1977 roku w Finlandii zorganizowano kolejne mistrzostwa Europy.

### 1977 – srebrny medal mistrzostw Europy
Jerzy Welcz do kadry powołał siedmiu z dwunastu zawodników grających w Montrealu. Edward Skorek i Zbigniew Zarzycki zakończyli karierę reprezentacyjną, Mirosław Rybaczewski doznał kontuzji, Lech Łasko miał wypadek samochodowy; powołania nie otrzymał Zbigniew Lubiejewski. W składzie znaleźli się natomiast: Bronisław Bebel, Ryszard Bosek, Marek Ciaszkiewicz, Wiesław Czaja, Wiesław Gawłowski, Maciej Jarosz, Marek Karbarz, Władysław Kustra, Leszek Molenda, Włodzimierz Sadalski, Włodzimierz Stefański i Tomasz Wójtowicz.
W fazie grupowej mistrzostw Europy Polacy zmierzyli się z Bułgarią, Czechosłowacją, Holandią, NRD i ZSRR, przegrywjąc jedynie z drużyną niemiecką. W grupie zajęli drugie miejsce za Związkiem Radzieckiem, mając tyle samo punktów jednak gorszy stosunek setów. Dawało to im awans do półfinału. W spotkaniu półfinałowym spotkali się z Rumunią, która wygrała swoją grupę, ulegając jedynie Włochom. Mecz zakończył się po czterech setach zwycięstwem reprezentacji Polski. Reprezentacja Polski w finale trafiła ponownie na ZSRR, z którym na tych mistrzostwach wygrała 3:1. Tym razem jednak zwycięsko wyszli zawodnicy Związku Radzieckiego, odnosząc zwycięstwo 3:1. Polska na finał wyszła w składzie: Bosek, Czaja, Gawłowski, Karbarz, Stefański i Wójtowicz. Polacy powtórzyli wynik sprzed dwóch lat, zdobywając srebrny medal. Dodatkowo najlepszym atakującym turnieju wybrany został Tomasz Wójtowicz.
Po zakończeniu mistrzostw Europy Polacy pojechali na III Puchar Świata, który od tej pory zawsze organizowany jest w Japonii. Do kadry powrócił Rybaczewski, zastępując Kustrę. W grupie eliminacyjnej wygrali wszystkie swoje spotkania, pokonując kolejno Bułgarię, Brazylię i ZSRR. Rywalizację w grupie finałowej rozpoczęli od zwycięstwa nad Japonią, jednak w dwóch kolejnych spotkaniach ulegli ZSRR i Kubie. Ostatecznie Polacy zajęli 4. miejsce. W tabeli mieli tyle samo punktów co Kuba i Japonia, ale gorszy stosunek setów.
W 1978 roku we Włoszech odbyły się mistrzostwa świata. Obrońcą tytułu była reprezentacja Polski. Na mistrzostwach polską kadrę stanowili: Bronisław Bebel, Ryszard Bosek, Marek Karbarz, Wiesław Gawłowski, Wojciech Drzyzga, Ireneusz Kłos, Wiesław Czaja, Marek Ciaszkiewicz, Lech Łasko, Leszek Molenda, Włodzimierz Nalazek i Włodzimierz Stefański. W drużynie nie znaleźli się Mirosław Rybaczewski i Tomasz Wójtowicz, którzy leczyli kontuzje. W fazie grupowej Polska zajęła 1. miejsce, pokonując Finlandię (3:1), Wenezuelę (3:0) i Meksyk (3:0). W pierwszym meczu drugiej rundy Polacy wygrali z Japonią 3:2, później z Czechosłowacją (3:1). Trzecie spotkanie zakończyło się zwycięstwem Korei Południowej i o awansie do półfinału decydował ostatni mecz. Polska w składzie Gawłowski, Bosek, Karbarz, Nalazek, Łasko i Molenda uległa Kubie 0:3, zajmując 3. miejsce w grupie H. W meczach o miejsca 5-8 reprezentacja Polski przegrała z Brazylią (0:3) i Chinami (2:3), zajmując ósmą pozycję w klasyfikacji końcowej.
Trener Jerzy Welcz po mistrzostwach zrezygnował z dalszej pracy z reprezentacją, a jego miejsce zajął dotychczasowy asystent Aleksander Skiba.

## Lata 1979-1983 – Aleksander Skiba

### 1979, 1981 – dwukrotnie srebrny medal mistrzostw Europy
Pod wodzą Aleksandra Skiby polska reprezentacja narodowa dwukrotnie zdobyła tytuły wicemistrzów Europy w latach 1979 (Francja) i 1981 (Bułgaria). Ponadto zajęła 4. miejsce na Igrzyskach Olimpijskich w Moskwie oraz 6. miejsce na Mistrzostwach Świata w 1982 roku w Argentynie.

## Lata 1983-1986 – Hubert Jerzy Wagner

### 1983 – srebrny medal mistrzostw Europy
Hubert Wagner, po przygodzie z żeńską reprezentacją Polski, wrócił do trenowanie drużyny narodowej w 1983 roku. Pod jego wodzą zespół zdobył piąty kolejny srebrny medal w Mistrzostwach Europy w 1983 roku. Drużyna polska zakwalifikowała się również na igrzyska olimpijskie w Los Angeles. Niestety, wskutek bojkotu przez Polskę Igrzysk w Los Angeles polscy siatkarze nie wzięli udziału w tych rozgrywkach, pomimo wywalczonego sportowo awansu. W zamian za to reprezentacja wystąpiła w alternatywnych dla sportowców z krajów socjalistycznych zawodach Przyjaźń-84 gdzie Polacy zdobyli brązowy medal. Na kolejnych mistrzostwach Europy w 1985 roku reprezentacja zajęła czwarte miejsce.

## Lata 1986-1988 – Stanisław Gościniak
Wybitny niegdyś rozgrywający objął kadrę narodową w 1986 roku. Pod jego wodzą drużyna zajęła tylko 9. miejsce na Mistrzostwach Świata w 1986 roku. Do Mistrzostw Europy w 1987 roku drużyna się nie zakwalifikowała.

## Lata 1988-1990 – Leszek Milewski
Pod kierunkiem Leszka Milewskiego polska reprezentacja zajęła 7. miejsce na Mistrzostwach Europy w Szwecji w 1989 roku. Do Igrzysk Olimpijskich w 1988 roku oraz do Mistrzostw Świata w 1990 roku drużyna się nie zakwalifikowała.

## Lata 1990-1992 – Edward Skorek
Pod kierunkiem Edwarda Skorka polska reprezentacja zajęła 7. miejsce na Mistrzostwach Europy w Niemczech w 1991 roku. Do Igrzysk Olimpijskich w 1992 roku drużyna się nie zakwalifikowała.

## Lata 1993-1994 – Ryszard Kruk
Pod kierunkiem Ryszarda Kruka polska reprezentacja zajęła 7. miejsce na Mistrzostwach Europy w Finlandii w 1993 roku. Do Mistrzostw Świata w 1994 roku drużyna się nie zakwalifikowała.

## Lata 1994-1996 – Wiktor Krebok
Pod kierunkiem Wiktora Kreboka polska reprezentacja zajęła 6. miejsce na Mistrzostwach Europy w Grecji w 1995 roku oraz 11-12. miejsce na Igrzyskach Olimpijskich w 1996 roku w Atlancie.

## Lata 1996-1998 – Hubert Jerzy Wagner
Pod kierunkiem Huberta Wagnera, który objął reprezentację po raz trzeci, polska reprezentacja nie zakwalifikowała się do Mistrzostw Europy w 1997 roku, zajmując 4. miejsce w turnieju kwalifikacyjnym. Natomiast zakwalifikowała się do Mistrzostw Świata w Japonii w 1998 roku. Ostatnie mecze prowadzone przez trenera Wagnera, reprezentacji rozegrała podczas turnieju kwalifikacyjnego do Mistrzostw Europy 1999, przegrywając w grudniu 1997 roku z Grecją i Hiszpanią.

## Lata 1998-2000 – Ireneusz Mazur
W styczniu 1998 roku przejął po Hubercie Jerzym Wagnerze kadrę narodową seniorów. Dokonał również rewolucji w ówczesnym składzie reprezentacji, stawiając na młodych graczy, z którymi wcześniej sięgał po medale mistrzostw Europy i Mistrzostw świata juniorów. Pod jego wodzą w 1998 Polacy po raz pierwszy w swojej historii zagrali w Lidze Światowej w debiucie pokonując Rosję 3:2. Jednak w całych rozgrywkach zajęli 10. miejsce. W 1999 te same rozgrywki zakończyli na 8 pozycji. Mazurowi nie udało się także awansować na Mistrzostwa Europy 1999, a na Mistrzostwach Świata w 1998 roku w Japonii Polacy zajęli 17. miejsce. Ostatnim turniejem w którym prowadził kadrę był turniej kwalifikacyjny do Igrzysk Olimpijskich w Sydney, w którym reprezentacja przegrała walkę o awans z Jugosławią.

## Lata 2000-2001 – Ryszard Bosek
18 kwietnia 2000 roku powierzono funkcję pierwszego trenera reprezentacji siatkarzy Ryszardowi Boskowi.Prowadzona przez niego kadra zakwalifikowała się do Mistrzostw Europy 2001 rozgrywanych w Ostrawie. Jednak tam kadry już nie poprowadził, gdyż został zwolniony po słabych wynikach w Lidze Światowej w lipcu 2001 roku.

## Lata 2001-2003 – Waldemar Wspaniały
Waldemar Wspaniały trenerem reprezentacji został w lipcu 2001. Pod jego kierunkiem polscy siatkarze wywalczyli dwukrotnie piąte miejsce w mistrzostwach Europy (2001, 2003) i awansowali do finałowego turnieju Ligi Światowej w 2002 roku. W rozegranych w 2002 roku mistrzostwach świata Polska została sklasyfikowana na miejscu 9-12. Po mistrzostwach Europy w 2003 roku zrezygnował ze stanowiska trenera reprezentacji.

## Lata 2003-2004 – Stanisław Gościniak
Przejął kadrę po rezygnacji Waldemara Wspaniałego. Awansował na Igrzyska Olimpijskie w Atenach gdzie Polacy zajęli 5. miejsce.

## Lata 2005-2008 – Raúl Lozano
17 stycznia 2005 Raúl Lozano wygrał konkurs na stanowisko selekcjonera siatkarskiej reprezentacji Polski.
Jego osiągnięcia na tym stanowisku to:
- IV miejsce w Lidze Światowej w 2005
- V miejsce na mistrzostwach Europy w 2005
- I miejsce w IV Memoriale Huberta Wagnera w 2006

### 2006 – srebrny medal mistrzostw świata
- II miejsce na mistrzostwach świata w 2006
- IV miejsce w Lidze Światowej w 2007
- V miejsce w Lidze Światowej w 2008
- I miejsce w VI Memoriale Huberta Wagnera w 2008
- V miejsce na igrzyskach olimpijskich w Pekinie w 2008

16 września 2008 zarząd PZPS zdecydował o nieprzedłużeniu kontraktu, który wygasł 31 grudnia 2008 roku.

## Lata 2009-2010 – Daniel Castellani
Nowym trenerem reprezentacji Polski został Daniel Castellani, ówczesny trener Skry Bełchatów. Decyzję ogłoszono 17 stycznia 2009 roku podczas gali Siatkarskie Plusy.

### 2009 – złoty medal mistrzostw Europy
Jego największym sukcesem było zwycięstwo w Mistrzostwach Europy w 2009 r., które odbywały się w Turcji. W 2010 r. został zwolniony z powodu słabego występu w Mistrzostwach Świata. PZPS wypłacił mu odszkodowanie za zerwanie umowy przed terminem.

## Lata 2011-2013 – Andrea Anastasi

### 2011 – brązowy medal mistrzostw Europy
3 lutego 2011 decyzją Zarządu PZPS na trenera został wybrany Andrea Anastasi. 23 lutego podpisał kontrakt. Jednym z pierwszych posunięć było odsunięcie od reprezentacji jednego z jej liderów Mariusza Wlazłego. W tym roku stawał z reprezentacją na podium trzech międzynarodowych imprez: Liga Światowa (3. miejsce), Mistrzostwa Europy (3. miejsce), Puchar Świata (2. miejsce). Zapewnił również występ na Igrzyskach Olimpijskich w Londynie.
W następnym roku reprezentacja zdobyła złote medale Ligi Światowej 2012, zwyciężając w ścisłym finale 3:0 z reprezentacją USA. Porażką natomiast zakończył się występ na Igrzyskach Olimpijskich w Londynie. Reprezentacja Polski zaliczana do jednego z faworytów do zdobycia medalu olimpijskiego odpadła już trzeci raz z rzędu w ćwierćfinale po porażce z późniejszymi mistrzami olimpijskimi Rosją 0:3.
Sezon reprezentacyjny 2013 zaczęli od występów w Lidze Światowej, gdzie bronili złotych medali wywalczonych przed rokiem. Jednak na tym turnieju Polacy zawiedli i turniej zaczęli od czterech porażek (po dwie porażki z Brazylią i Francją), co było najgorszym początkiem LŚ w wykonaniu polskich siatkarzy od 1999 roku. Jednak reprezentacja w dalszym ciągu miała szanse na awans do turnieju finałowego w Mar del Plata wygrywając po dwa mecze przed własną publicznością z reprezentacjami Stanów Zjednoczonych i Argentyny. Jednak mecze z Bułgarią zdecydowały o porażce w LŚ. W pierwszym meczu przegrali 0:3, przekreślając tym samym szansę na powtórzenie wyniku sprzed roku. W rewanżu, mającym już tylko prestiżowe znaczenie Polacy również przegrali tym razem 2:3. Ostatecznie Ligę Światową 2013 zakończyli na 11. miejscu, co było jednocześnie najgorszym wynikiem reprezentacji Polski w Lidze Światowej od 1998 roku. Kolejną imprezą były Mistrzostwa Europy gdzie reprezentacja w swojej grupie zajęła 2. miejsce w swojej grupie za Francją, co uprawniło ją do gry w barażach. Jednak tam przegrali z Bułgarią 2:3, pomimo prowadzenia 2:0 i odpadli z mistrzostw. Z powodu słabych wyników w sezonie reprezentacyjnym 24 października 2013 roku Anastasi został zwolniony ze stanowiska. PZPS wypłaci mu odszkodowanie za zerwanie umowy przed terminem.

## Lata 2013-2016 – Stéphane Antiga
24 października 2013 PZPS zdecydował, że nowym trenerem reprezentacji Polski zostanie Stéphane Antiga, francuski siatkarz który od kilku lat grał w polskiej lidze siatkówki i wcześniej nie pracował w zawodzie trenera. Swoje obowiązki jako trener kadry objął w maju 2014 roku po zakończeniu kariery zawodniczej jako siatkarza. W 2014 roku z uwagi na słaby występ na mistrzostwach Europy 2013 reprezentacja musiała brać udział w eliminacjach do ME 2015. Rywalami w grupie eliminacyjnej byli Słowenia, Macedonia i Łotwa. W pierwszym turniej eliminacyjny we Wrocławiu Polacy wygrali wszystkie trzy spotkania tracąc tylko jednego seta. Tydzień później podczas drugiej turnieju eliminacyjnego w Lublanie na początku przegrali w tie-breaku mecz ze Słowenią lecz wygrali dwa kolejne spotkania po 3:0 z Łotwą i Macedonią i awansowali na Mistrzostwa Europy. Później reprezentacja rozpoczęła występy w Lidze Światowej gdzie zespół trafił do dywizji I czyli Elity. Reprezentacja nie zdołała jednak awansować do turnieju finałowego pomimo zwycięstw m.in. dwukrotnie nad Brazylią, Włochami i Iranem, które awansowały do turnieju finałowego.

### 2014 – złoty medal mistrzostw świata
Najważniejszą imprezą były mistrzostwa świata rozgrywane w Polsce. I fazę grupową polscy siatkarze wygrali odnosząc komplet zwycięstw i punktów tracąc jedynie jednego seta w meczu z Kamerunem. W drugiej fazie grupowej rywalami byli USA, Włochy, Iran i Francja. Tę fazę Polacy zaczęli od porażki ze Stanami Zjednoczonymi 1:3, jednak później zespół wygrał 3 kolejne spotkania i awansował z drugiego miejsca w grupie do III fazy grupowej, gdzie przeciwnikami byli Brazylia (mistrzowie świata) i Rosja (mistrzowie olimpijscy). Tam dwukrotnie stosunkiem 3:2 reprezentacja odniosła zwycięstwo i awansowała z grupy z pierwszego miejsca. W półfinale przeciwnikami byli reprezentacja Niemiec, gdzie polscy siatkarze zwyciężyli 3:1 dzięki czemu po 8 latach przerwy awansowali do finału MŚ, gdzie rywalem była Brazylia, z którą w 2006 Polacy przegrali 0:3. W pierwszym secie górą byli Brazylijczycy, lecz w kolejnych partiach polski zespół był lepszy i tym samym reprezentacja zdobyła drugi w historii i pierwszy od 40 lat tytuł mistrza świata w siatkówce.
W Lidze Światowej 2015 drużyna Polska zajęła 4. miejsce. W Pucharze Świata 2015 3. miejsce. W Mistrzostwach Europy 2015 5. miejsce.
Po zwycięstwie w kwalifikacyjnym turnieju interkontynentalnym w Japonii, polska drużyna zakwalifikowała się do Letnich Igrzysk Olimpijskich 2016. W turnieju zespół polski dotarł do ćwierćfinału i zajął 5-8. miejsce.
W Lidze Światowej 2016 drużyna polska zajęła 5. miejsce.
10 października 2016 roku Polski Związek Piłki Siatkowej ogłosił rozwiązanie kontraktu trenerskiego z Francuzem.

## Lata 2016–2017  –  Ferdinando de Giorgi
20 grudnia 2016 Włoch Ferdinando de Giorgi został wybrany przez PZPS selekcjonerem męskiej siatkarskiej reprezentacji Polski. Po zajęciu 8. miejsca w Lidze Światowej i 10. w Mistrzostwach Europy 20 września 2017 trener został zwolniony. 

## Lata 2018-2021 – Vital Heynen
7 lutego 2018 roku PZPS zdecydował, że nowym selekcjonerem reprezentacji Polski zostanie belgijski trener, Vital Heynen. Z nowym trenerem reprezentacja awansowała do turnieju finałowego Ligi Narodów 2018.

### 2018 – złoty medal mistrzostw świata
30 września 2018 roku na mistrzostwach świata 2018 po zwycięstwie w finale rozegranym w Turynie nad reprezentację Brazylii 0:3 Biało-Czerwoni obronili tytuł mistrzowski.
Po raz kolejny reprezentacja Polski awansowała do finału Ligi Narodów 2019, rozgrywanym w Chicago, gdzie, grając w eksperymentalnym składzie, złożonym głównie z zawodników młodszego pokolenia, zajęła bardzo dobre 3. miejsce.
W turnieju kwalifikacyjnym do Igrzysk w Tokio, rozgrywanym w Trójmieście reprezentacja Polski zwyciężyła, wygrywając wszystkie mecze i kwalifikując się do igrzysk.

### 2019 – brązowy medal mistrzostw Europy
W Mistrzostwach Europy, rozgrywanych w czterech krajach, po raz pierwszy w składzie 24 drużyn, polska drużyna przegrała tylko jeden mecz, półfinał ze Słowenią, i zdobyła brązowy medal, zaś przyjmujący reprezentacji, Wilfredo León został wybrany do Drużyny Marzeń CEV EuroVolley 2019.
Na zakończenie sezonu polska reprezentacja zajęła 2. miejsce w Pucharze Świata 2019. Wilfredo León został wybrany do Drużyny Marzeń.

### 2021 – brązowy medal mistrzostw Europy
W 2021 roku, po srebrnym medalu w Lidze Narodów, nieudanych Igrzyskach Olimpijskich w Tokio (ćwierćfinał) i brązowym medalu Mistrzostw Europy trener Heynen zakończył współpracę z męską kadrą Polski.

## Lata od 2022- – Nikola Grbić
12 stycznia 2022 roku PZPS zdecydował, że nowym selekcjonerem reprezentacji Polski zostanie serbski trener, Nikola Grbić, zatrudniony na okres do Igrzysk Olimpijskich w 2024 r.
Pierwszym sukcesem nowego trenera było 3. miejsce reprezentacji w Lidze Narodów 2022.

### 2022 – srebrny medal mistrzostw świata
Podczas mistrzostw świata 2022 rozgrywanych w Polsce nasza reprezentacja zdobyła wicemistrzostwo, przegrywając w finale z kadrą Włoch 1:3. Do najlepszej szóstki mistrzostw zostali wybrani: Bartosz Kurek (najlepszy atakujący), Mateusz Bieniek (najlepszy środkowy, ex aequo) i Kamil Semeniuk (najlepszy przyjmujący, ex aequo).
Po raz kolejny reprezentacja Polski awansowała do finału Ligi Narodów 2023, rozgrywanego w Gdańsku, gdzie zwyciężyła, po pokonaniu w finale reprezentacji USA 3:1. Większość tytułów indywidualnych po turnieju zdobyli polscy zawodnicy: MVP został Paweł Zatorski, najlepszym atakującym Łukasz Kaczmarek, najlepszym przyjmującym ex aequo Aleksander Śliwka, najlepszym środkowym ex aequo Jakub Kochanowski, najlepszym libero Paweł Zatorski.

### 2023 – złoty medal mistrzostw Europy
W Mistrzostwach Europy, rozgrywanych w czterech krajach, Bułgarii, Izraelu, Macedonii Północnej i Włoszech, polska drużyna nie przegrała żadnego meczu, straciła tylko 4 sety, i po 14 latach zdobyła drugi raz w historii tytuł Mistrza Europy. Przyjmujący reprezentacji, Wilfredo León został wybrany MVP CEV EuroVolley 2023.
2024 – srebrny medal Igrzysk Olimpijskich
Kolejny raz polscy siatkarze dotarli do półfinału Ligi Narodów 2024, który był rozegrany w Łodzi. Przegrali półfinał z Francją 2:3, a w meczu o 3. miejsce pokonali Słowenię 3:0.
Reprezentacja Polski na Igrzyskach Olimpijskich w Paryżu pokonała w grupie: Egipt 3:0 i Brazylię 3:2 natomiast przegrała z Włochami 1:3 awansując z 2 miejsca do ćwierćfinału, gdzie wygrała ze Słowenią 3:1 tym samym po raz pierwszy od 1980 awansowała do strefy medalowej. W półfinale Polska pokonała USA 3:2 i awansowała do finału przegrywając z Francją 0:3.

## Ciekawostki
- Najwięcej meczów w reprezentacji: Piotr Gruszka: 450 (1995-2011)

### Debiutanckie mecze polskiej kadry na imprezach międzynarodowych
- Mistrzostwa Europy: 1950 – Czechosłowacja 1:3 (12:15, 9:15 16:14, 7:15)
- Mistrzostwa Świata: 1949 – Holandia 3:0
- Igrzyska Olimpijskie: 1968 – Japonia 0:3 (9:15, 11:15, 10:15)
- Liga Światowa: 1998 – Rosja 3:2 (11:15, 7:15 17:16, 15:12, 15:11)
- Puchar Świata: 1965 – ZSRR 3:2 (8:15, 15:6, 15:13, 5:15, 15:75)
- Puchar Wielkich Mistrzów: 2008 – Japonia 2:3 (25:22, 15:25, 25:21, 21:25, 10:15)
- Liga Narodów: 2018 – Francja 3:0 (25:19, 25:20, 25:22)

### Najwyższe lokaty zajęte na imprezach międzynarodowych
- Igrzyska Olimpijskie: 1. miejsce 1976 (trener Hubert Wagner)
- Mistrzostwa Świata: 1. miejsce 1974 (trener Hubert Wagner), 1. miejsce 2014 (trener Stéphane Antiga), 1. miejsce 2018 (trener Vital Heynen)
- Mistrzostwa Europy: 1. miejsce 2009 (trener Daniel Castellani), 1. miejsce 2023 (trener Nikola Grbić)
- Puchar Świata: 2. miejsce 1965 (trener Zygmunt Kraus), 2. miejsce 2011 (trener Andrea Anastasi), 2. miejsce 2019 (trener Vital Heynen)
- Liga Światowa: 1. miejsce 2012 (trener Andrea Anastasi)
- Liga Narodów: 1. miejsce 2023 (trener Nikola Grbić)